# Natur (Zeitschrift)
natur ist eine 1980 gegründete deutschsprachige Zeitschrift. Ihre Ausrichtung ist ökologisch, die Erscheinungsweise monatlich. 1999 fusionierte die älteste deutschsprachige Zeitschrift, die 1904 gegründete Kosmos mit der Zeitschrift natur zu natur+kosmos. Seit der Neugestaltung im Juni 2012 heißt sie erneut natur. Neuer Chefredakteur wurde 2019 Axel Bojanowski, der gleichzeitig auch Chefredakteur von Bild der Wissenschaft wurde. Im Januar 2020 übernahm Andrea Stegemann die Chefredaktion der Zeitschriften Bild der Wissenschaft und natur.

## Geschichte

### Geschichte Kosmos
1903 wurde Kosmos. Der Verein der Naturfreunde gegründet. 1904 erschienen in einem Stuttgarter Verlag die ersten vier Ausgaben der Zeitschrift Kosmos. Themen waren Natur und Wissenschaft im Allgemeinen sowie Astronomie im Besonderen. Von 1944 bis 1946 erschienen keine Ausgaben von Kosmos.
1970 hatte Kosmos einen wissenschaftlichen Beirat ins Leben gerufen. Ihm gehörten unter anderen Bernhard Grzimek und Wolfgang Engelhardt an, letzterer war langjähriger Vorsitzender des Deutschen Naturschutzrings. Das Magazin widmete sich zunehmend Fragen der Ökologie und des Umweltschutzes.

### Geschichte Natur
1980 gründete Horst Stern das Umweltmagazin natur, wobei dieser sowohl als Herausgeber (bis Dezember 1984) als auch zeitweise als Chefredakteur fungierte. Redaktion und Verlag war der deutsche Ableger des Schweizer Ringier Verlags, Ringier Deutschland in München. Die erste Ausgabe erschien als unverkäufliches Exemplar mit einem Titelbild des Wiener Künstlers Ernst Fuchs. Im Juni 1981 kam die erste reguläre Ausgabe in den Handel. Sterns Zeitschrift widmete sich Themen wie Artenschutz, Bürgerinitiative, Evolution, Landschaftsverbrauch, Bionik, Industrie und Ökologie. Als Meilensteine gelten die Berichte zur Reaktorkatastrophe von Tschernobyl sowie ein 1991 erschienener groß angelegter Mineralwassertest, der erheblichen Wirbel auslöste. Die Zeitschrift brachte regelmäßig kritische Cartoons zur Umweltproblematik von Heiner H. Hoier. Im Zusammenhang mit der Auflösung des Verlags Ringier Deutschland wechselte der Titel im März 1996 zu dem zur Konradin Mediengruppe gehörenden Verlag natur media, der es bis 1999 herausgab.

### Fusion beider Titel
1999 wurden die Zeitschriften Kosmos und natur zusammengeführt. Neuer Name war natur+kosmos. Seit der Juni-Ausgabe 2012 heißt das Magazin wieder natur. Themen sind zum Beispiel Weltklima, Lebensraum Meer, Zukunft der Berge, verantwortungsvoller Fleischkonsum, Naturschutz als Friedensinstrument, Energiewende und Klimawandel in Deutschland.

## Konzeption
Mit der Umbenennung im Jahr 2012 einher ging ein grafischer und inhaltlicher Relaunch. Weiterhin blieben Natur, Umwelt und nachhaltiges Leben Kernthemen des Heftes. Die Redaktion wollte aber das Erlebnis Natur und ein naturnahes Lebensgefühl stärker betonen. Im jeweiligen „Schwerpunkt“ des Hefts, einer mehrteiligen Titelgeschichte, spürte die Redaktion die wichtigsten Trends im Natur- und Umweltbereich auf und betrachtete sie aus mehreren Blickwinkeln.
Dazu bewertete sie Monat für Monat in „Der Grüne Blick“ das aktuelle Zeitgeschehen in Politik und Gesellschaft aus ihrem Blickwinkel. Und in „Natur erleben“ besuchen Autoren die schönsten wild gebliebenen Orte Deutschlands und zeigen, was man dort alles beobachten kann. Text- und Fotoreportagen aus Natur und Umwelt komplettieren das Heft.
Auf der Internetseite finden sich weitergehende aktuelle Nachrichten, Informationen zu den Geschichten im Heft, Umfragen und Bilddatenbanken, bei denen Fotografen ihre Naturfotos einstellen können. Als Teil des neuen Konzeptes wird die Internetseite von der Redaktion nahezu täglich aktualisiert.
Folgende Namensänderungen wurden im Laufe der Zeit an der Zeitschrift vorgenommen:
1. „Natur – Horst Sterns Umweltmagazin“
2. „Natur – Das Umweltmagazin“ (ab Januar 1985)
3. „Natur – Magazin“ (ab März 1992)
4. „Natur – Zeitschrift für die ökologische Zukunft“ (ab Dezember 1993)
5. „Natur – Engagement-Faszination-Lebensart“ (ab März 1996)
6. „Natur – Faszination-Gesundheit-Lebensart“ (Oktober 1996 bis März 1999)
7. „Natur – das Magazin für Natur, Umwelt und nachhaltiges Leben“ (ab Juni 2012)
8. „Natur – das Magazin für Natur, Umwelt und besseres Leben“
9. „Natur“
10. „Natur – Das Magazin für eine Welt im Wandel“

## Chefredakteure
1. Horst Stern, zugleich Herausgeber (Juni 1981 bis September 1982)
2. Christian Schütze (November 1982 bis Mai 1983)
3. Horst Stern, zugleich Herausgeber (Juni 1983 bis August 1983)
4. Adolf Theobald (September 1983, ab Oktober 1983 verantwortlich bis Januar 1985)
5. Manfred Bissinger (Februar 1985 bis Januar 1989)
6. Dirk Maxeiner (Februar 1989 bis Mai 1993)
7. Günter Haaf (Juni 1993 bis Februar 1996)
8. Gerd Pfitzenmaier (März 1996 bis März 1999)
9. Ilona Jerger (April 1999 bis März 2011, als Chefredakteurin von natur+kosmos)
10. Jan Berndorff (Januar 2012 bis Februar 2014)
11. Sebastian Jutzi (ab März 2014)
12. Christoph Fasel (ab Januar 2018)
13. Axel Bojanowski (ab Oktober 2019)
14. Andrea Stegemann (seit Januar 2020)

Dem wissenschaftlichen Beirat gehörten bis Februar 1989 an:
- Hans Christoph Binswanger
- Karl Ganser
- Frank Haenschke (ab Januar 1982)
- Berndt Heydemann (bis Juni 1986)
- Martin Jänicke
- Bernd Lötsch
- Frederic Vester (bis November 1982)

## Auszeichnungen
Im März 2012 erhielt Cord Aschenbrenner den Journalistenpreis der Stiftung Weltbevölkerung für ein Essay zum Thema Welternährung.